# Dehumanizer
Dehumanizer (с англ. — «Обесчеловечиватель») — шестнадцатый студийный альбом хэви-металической группы Black Sabbath, вышел в 1992 году. Диск записан с вернувшимися в группу Ронни Джеймсом Дио, Винни Апписи и Гизером Батлером. Тони Айомми так охарактеризовал замысел альбома: «Мы решили сделать очень тяжёлый альбом Black Sabbath с неотполированным звуком и тонной риффов. Что-то среднее между вещами в старом стиле и Heaven and Hell».

## Об альбоме
В декабре 1990-го, вслед за завершающими выступлениями тура в поддержку альбома Tyr, в Black Sabbath вернулся Батлер. После этого возникла идея записать альбом с Дио, так как у Батлера было с ним совместное выступление. После встречи Айомми с Дио зашла речь о совместном проекте. Дио хотел привлечь к записи барабанщика Саймона Райта, однако Айомми предложил кандидатуру Кози Пауэлла. Позже сам Айомми вспоминал: «Это было странно, так как Ронни и Кози играли вместе в Rainbow и тогда не ладили. В итоге мы остановились на Кози и начали писать материал для будущего Dehumanizer’а». В результате между Дио и Кози начались трения. После очередного скандала Ронни вернулся в Лос-Анджелес, и на время его отсутствия был приглашен Тони Мартин. Затем Дио снова вернулся, и по воле случая у лошади Кози произошёл сердечный приступ, она упала на него и сломала ему бедро. В связи с невозможностью работы Кози на его место был приглашён Винни Апписи, уже игравший в группе в 1980—1982 годах.
Даже после этого, по воспоминаниям Айомми, работа шла тяжело, и он ощущал дискомфорт, а в работе случались напряжённые моменты. Тем не менее материал для альбома был отобран, и для его записи по инициативе Дио был приглашен Райнхольд Мак, известный своими работами с Queen и ELO. Процесс записи занял около шести недель.
В поддержку альбома был выпущен сингл «TV Crimes».
В 2011 году альбом был переиздан, также была выпущена редакция «Deluxe Edition», содержащая дополнительный диск.

## Список композиций
Авторы всех песен Гизер Батлер, Ронни Джеймс Дио и Тони Айомми.

### Оригинальное издание 1992 года
1. «Computer God» — 6:10
2. «After All (The Dead)» — 5:37
3. «TV Crimes» — 3:58
4. «Letters From Earth» — 4:12
5. «Master Of Insanity» — 5:54
6. «Time Machine» — 4:10
7. «Sins Of The Father» — 4:43
8. «Too Late» — 6:54
9. «I» — 5:10
10. «Buried Alive» — 4:47
11. «Time Machine (Wayne’s World Version)» — 4:18[4]

### Дополнительный диск редакции «Deluxe Edition» 2011 года
1. «Master Of Insanity» (редакция с сингла)
2. «Letters From Earth» (сторона Б сингла «TV Crimes»)
3. «Time Machine» (альтернативная версия, записанная как саундтрек к фильму «Мир Уэйна»)
4. «Children Of The Sea»
5. «Die Young»
6. «TV Crimes»
7. «Master Of Insanity»
8. «Neon Knights»

Треки 4-8 записаны во время выступления 25 июля 1992 года на площадке The Sundome в Тампа, Флорида.

## Участники записи
- Ронни Джеймс Дио — вокал
- Тони Айомми — гитара
- Гизер Батлер — бас-гитара
- Винни Апписи — ударные
- Джефф Николлс — клавишные
- Рейнольд Мэк — продюсер, инженер, микшировщик
- Даррен Гэйлер — инженер
- Стивен Уисснет — инженер

## Интересные факты
В ходе концертного тура возник очередной конфликт между Ронни Джеймсом Дио и Тони Айомми. Дио отказался выступать в одном концерте с Оззи Осборном и покинул группу, поэтому на концертах в США 14 и 15 ноября 1992 года в качестве вокалиста выступал Роб Хэлфорд.

## История выпуска
| Страна            | Дата         | Лейбл           |
| ----------------- | ------------ | --------------- |
| Великобритания    | 30 июня 1992 | I.R.S. Records  |
| Аргентина, Япония | 30 июня 1992 | EMI             |
| США               | 30 июня 1992 | Reprise Records |
| Канада            | 30 июня 1992 | Reprise Records |

## Места в чартах
| Год  | Страна     | Позиция |
| ---- | ---------- | ------- |
| 1992 | Австрия    | 7       |
| 1992 | Швеция     | 12      |
| 1992 | Швейцария  | 13      |
| 1992 | Германия   | 14      |
| 1992 | Финляндия  | 31      |
| 1992 | Нидерланды | 63      |